# Héctor Espinosa
Héctor Ángel Espinosa Valenzuela (Constitución, 14 de septiembre de 1958) es un expolicía chileno. Fue director general de la Policía de Investigaciones de Chile (PDI) desde el 19 de junio de 2015 hasta el 10 de junio de 2021.

## Biografía
Nació en Constitución. El segundo de sus hermanos, el mayor Héctor Espinoza y el tercero Sergio Espinosa. Cursó su enseñanza secundaria en el Liceo de la ciudad.
Está casado con la asistente social María Neira, con quien tiene tres hijos hombres.
Fue masón. En 2021 la Gran Logia de Chile lo desvinculó de la organización debido a la causa penal que existía en su contra.

## Carrera policial
Ingresó a la PDI el 1 de abril de 1979, en donde se graduó como licenciado en Ciencias de la Investigación Criminalística. Se desempeñó como oficial de la Segunda Comisaría Judicial Manuel Rodríguez de Santiago entre 1980 y 1985. Posteriormente integró las brigadas investigadoras de delitos sexuales de Santiago (1985-1987), criminal de Lebu (1987-1990) y de inteligencia policial de Concepción (1991-1994), siendo nombrado en 1999 subjefe de esta última.
Entre 2001 y 2002 fue jefe de grupo de la Brigada de Homicidios de la Región Metropolitana, y entre 2002-2003 fue jefe de la Brigada Investigadora de Robos de Concepción. En 2005 se graduó como licenciado en Ciencias de la Investigación Criminalística. Ese año asumió como jefe de la Brigada Investigadora de Delitos Económicos de Concepción, y en 2008 asumió como jefe de la Prefectura Provincial en la misma ciudad.
Entre 2010 y 2012 fue jefe de la Región Policial de Tarapacá. Ese año asumió como jefe nacional de Inteligencia Policial, cargo que desempeñó hasta el 19 de junio de 2015, cuando fue nombrado director general de la PDI, en reemplazo de Marcos Vásquez Meza. Ejerció el cargo de director general hasta junio de 2021, cuando fue reemplazado por Sergio Muñoz Yáñez.

## Causa judicial
Espinosa fue investigado por la fiscalía debido a la compra de un departamento cuyo valor era cercano a los 400 millones de pesos. El bien raíz, que fue adquirido por su esposa, no fue incluido en la declaración de intereses y patrimonio del funcionario, pese a que era codeudor y fiador solidario del crédito con el que fue pagado. En agosto de 2021, el Consejo de Defensa del Estado presentó una querella penal en contra de Espinosa por los delitos de malversación de caudales públicos, falsificación de instrumentos públicos y lavado de activos. El fundamento consiste en una serie de depósitos en efectivo realizados en las cuentas de Espinosa y de su esposa, que provenían supuestamente de los gastos reservados a los que tenía acceso en virtud de su cargo. Fue formalizado en octubre de 2021 ante el Séptimo Juzgado de Garantía de Santiago, que decretó su prisión preventiva como medida cautelar. En tanto, su esposa fue formalizada por el delito de lavado de activos. La prisión preventiva de Espinosa fue posteriormente revocada por la Corte de Apelaciones de Santiago, que sustituyó la medida por arresto domiciliario y arraigo.